# Heinrich Christian Graf zu Rantzau
Heinrich Christian Graf zu Rantzau (* 9. Januar 1922 in Hamburg; † 7. Juni 2001) war ein deutscher Schriftsteller, Übersetzer, Dolmetscher und – seit 1976 – auch Forstwirt.

## Leben
Heinrich Rantzau wuchs in Altona auf, besuchte das Christianeum und von 1938 an das Arndt-Gymnasium in Berlin-Dahlem. Im Alter von 19 Jahren wurde er 1941 zum Wehrdienst eingezogen und diente bei der bespannten Artillerie in Küstrin. Bis zum Ende des Zweiten Weltkrieges war er im Einsatz an der Ostfront und wurde 1944 bei Königsberg gefangen genommen.
Nach fast fünf Jahren sowjetischer Gefangenschaft in Morschansk und Saporischschja kehrte er 1950 nach Altona zurück.
Schon ein Jahr später wanderte er nach Mexiko aus. Dort wurde er Industriekaufmann, heiratete 1952 Erika Honsberg und nahm auch die mexikanische Staatsbürgerschaft an. Als Industriekaufmann bereiste er die meisten Länder Amerikas sowie Australien.
Im Jahre 1976 kehrte er nach Deutschland zurück, um das Erbe seiner Familie in Schleswig-Holstein anzutreten.

## Werke
- Blinklichtblende. Gedichte der Gefangenschaft. 1960
- Zwei mal Zweiundzwanzig. Gespräche eines Mexikaners mit einem Deutschen. 1976
- Schuld hatte das Rotkehlchen. Erzählungen. Stade, Kiel 1980, ISBN 3-922824-00-5
- Lachhafte Tieraden. Stade, Kiel 1985, ISBN 3-922824-01-3
- Sonne gibts immer. Das Mexiko des Tonatiuh. Arena, Würzburg 1988, ISBN 3-401-04245-9
- Unken zur Feuertaufe. Eine Autobiographie in Erzählungen. Fouqué-Literaturverlage, Egelsbach [u. a.] 1998, ISBN 3-8267-4157-9 (Teil 1: 1922–1951)
- Die zwölf fetten Jahre in Mexiko. Lebenserinnerungen Fouqué-Literaturverlage, Egelsbach [u. a.] 2000, ISBN 3-8267-4660-0 (Teil 2: 1952–1964)